# Futebol Clube Bravos do Maquis
El Futebol Clube Bravos do Maquis es un club angoleño de fútbol, ubicado en la ciudad de Lunda. El club fue fundado el 27 de julio de 1983. Actualmente juega en el torneo Girabola que corresponde a la Primera categoría, en la cual estrenó en 1999.

## Historia
El Futebol Clube Bravos do Maquis fue criado en una iniciativa de Guilherme António dos Santos Muatchigueji, antiguo jefe del Departamento de Administración y Financias de la Delegación Provincial de Antiguos Combatientes del Moxico, lo cual traía la idea a partir de la guerrilla de la cual fue parte en la guerra de independencia. En 1982, Muatchigueji, organizó un grupo de colegas de la Delegación Provincial de Antiguos Combatientes, para la promoción de la idea la cual buscaba la creación de un equipo de fútbol para rendir homenaje a "la memoria de los combatientes tumbados por la causa de la defensa de la Patria".
Así, en 27 de julio de 1983, se realizó la primera Asamblea del club, con la elección de su primera Dirección. Manuel Vieira Alberto fue elegido presidente, António Isaac Mana fue el vicepresidente y Pinto Augusto Kuzo fue el Secretario General.

## Palmarés
- Copa de Angola: 1

2015

## Uniforme
- Titular: Camiseta blanca con rayas azules y pantaloneta azul.[1]
- Alterno: Camiseta azul y pantaloneta azul.[1]

## Jugadores

### Jugadores destacados
- Chole[1]
- Zé Kalanga[1]
- Mingo Sanda[1]
- Pitchú[1]
- Minguito[1]
- Breco[1]

## Exentrenadores
- Kidumo Pedro (1997)[5]
- José Kilamba (?-maio de 2000)[6][7]
- Ndongala (interino - maio de 2000-junio de 2000)[7][8][6]
- Albano César (junio de 2000-2001)[6][9]
- João Pintar (2001-?)[9]
- Carlos Alves (?-2004)[10]
- Ndongala (2004-?)[10]
- João Machado (?? - 13 de junio de 2010)[11]
- Augusto Portela (2010-2011)[12][13]
- João Pintar (interino-2011 - 2011-2012)[13][14][15]
- João Machado (2012)[16][17]
- Rodrigo Minotti (interino-2012)[17][18]
- Zeca Amaral (2012-2013)[18][19]
- Predrag Jokanovic (2013-?)[20]
- João Pintar (2016-2017)[21][22]